# 동방경제포럼
동방경제포럼(東方經濟 - , 러시아어: Восточный экономический форум, ВЭФ, 영어: (Far) Eastern Economic Forum)은 러시아 극동 블라디보스토크에서 열리는 동북 아시아 경제 포럼이다. 때때로, 극동연방대학교에서 개최되는 관계로 극동경제포럼(極東經濟 - )이라고 불리는 경우도 있다.

## 역사
푸틴 3기 정부의 주요 정책으로서, 2012년부터 야심차게 추진해 왔다. 2015년 9월부터 블라디보스토크의 극동연방대학교에서 매년 1회 개최된다.
러시아가 연방정부 차원에서 지원하는 포럼이 단 3개인데, 그중 하나가 2015년 블라디미르 푸틴 대통령이 신동방정책을 추진하기 위해 대통령령으로 창설한 동방경제포럼이다.

## 1차 포럼
2015년 9월에 열린 1회 포럼이 열렸다. 푸틴 대통령은 극동 최대 도시 블라디보스토크(인구 60만명)를 홍콩(인구 700만명)과 같은 자유항으로 개방하겠다고 선언했다.
중국이 최대 규모 대표단을 보냈으며, 중국 투자자들이 1천억 루블(약 1조8천억원) 이상을 투자하겠다는 뜻을 밝혔다.

### 블라디보스토크
러시아 극동 최대 도시인 블라디보스토크는 제정 러시아가 1860년에 러시아 해군항구로 지정하면서 발전하기 시작했다. 극동함대(러시아 태평양 함대)와 해군기지가 있어 소련 시절에는 외국인의 출입이 엄격히 제한되었고, 내국인도 허가를 받아야 했다.
1998년, 연해주에 남한 주도의 대규모 농지가 건설되어, 북한 노동자들이 농사를 지을 계획이다. 2000년말까지 여의도 면적의 34배에 이르는 1만ha의 농지를 연해주 정부로부터 무상으로 영구 임대를 받아, 중앙아시아에 강제이주된 고려인들을 다시 불러와 경영을 시키고, 북한 노동자 2백여명이 농사를 짓게 하여, 수확량의 50%는 북한노동자들이 가져가게 된다.
2011년, 북한 농업성 대표단이 방러해, 러시아 극동 지역에 수십만 ha의 농지를 빌려콩과 감자, 곡물, 채소 등을 재배한 뒤에 이를 북한으로 다시 공급하는 방안을 협의했다.
2014년 12월, 러시아 석탄 4만톤이 최초로 북한 나진항을 통해 포항에 도착했다. 나진-하산 프로젝트의 첫 결실이다. 블라디보스토크는 러시아 극동의 유일한 부동항이지만, 겨울에는 바다가 얼어 100% 부동항은 아니다. 따라서, 겨울에도 부동항인 북한 나진항으로 철도로 운반해 나진항에서 화물선으로 운송하는 방안이 추진되었다. 최근 하산시에서 나진시까지 철도가 완공되었다.
2015년 4월, 인구 5000만인 대한민국의 전체 경작지는 180만ha다. 연해주의 농지는 300만ha인데, 70만ha만이 경작되고 230만ha가 놀고 있다. 한국과 달리 거대한 단일 평야 위주여서, 기계화 농업을 하면 매우 싸게 농사를 지을 수 있으며, 사람이 농사를 짓더라도 북한 노동자 5만명이면 놀고 있는 230만ha를 경작할 수 있다.
2017년 7월, 뉴욕타임스는 북한 노동자들이 블라디보스토크에서 환대를 받고 있다고 보도했다. 일을 빨리 하면서도 임금이 높지 않고, 매우 믿을 만하다는 평판을 받고 있다고 한다. 블라디보스토크의 북한 식당이나 공사장에서는 북한 노동자를 어렵지 않게 만날 수 있다.
2017년 8월, 블라디보스토크는 북한 보위부의 뒷마당으로 한국 국정원 요원들에겐 전선(戰線)과 다름없는 곳이다. 블라디보스토크는 북한 노동자와 기관원이 많이 나와 있기에 국정원도 요원을 대거 투입해놓고 있다.
2017년 11월, 한국전력은 러시아 블라디보스토크에서 북한을 경유해 한국까지 1000km 전력망을 연결하는 사업을 집중 연구한 결과, 충분히 사업성이 있고, 총 사업비는 약 3조원이 들 것으로 분석했다.
2017년 12월, 러시아에는 약 3만5000명의 북한 노동자들이 있으며 이 가운데 블라디보스토크 등 연해주 지방에는 약 1만명이 일하고 있다.
2017년 12월, 블라디보스토크 유일의 5성 호텔인 현대중공업 소유의 현대호텔이 롯데에 매각되었다. 현대중공업 소유의 2만ha 현대농장도 롯데에 함께 매각되었다.
2018년 1월, 북한산 석탄이 러시아산 석탄으로 서류가 위조되어 한국과 일본에 수출되고 있다고 보도되었다. 북한과 러시아는 즉각 반발했다. 북한은 2017년 7월, 화성 14호 발사에 따른 유엔 안전 보장 이사회 결의 제2371호(채택 8월 5일)로 전세계에 석탄 수출이 금지되었다.

## 2차 포럼
2016년 9월에 2차 포럼이 열렸다. 박근혜 대통령과 아베 신조 총리가 참석했다. 극동연방대학교에서 박근혜 대통령과 푸틴 대통령은 6조원 규모의 수출계약을 체결했다.
2014년 4월, 김한일 KOTRA 블라디보스토크무역관장은 "블라디보스토크가 중심이 된 연해주에 2015년부터 LNG플랜트, 석유화학단지, 질소비료공장 등 대형 플랜트가 건설될 예정"이라고 말했는데, 대부분을 한국이 수주했다.

## 3차 포럼
2017년 9월에 열린 3회 포럼에는 50여개국에서 4000명 이상이 참석했으며, 26개국에서는 정부 대표단을 보냈다. 각국 정상 중에서는 문재인 대통령과 아베 신조(安倍晋三) 일본 총리, 할트마긴 바트톨가 몽골 대통령, 북한의 김영재 대외경제상 이 참석했다.

## 4차 포럼
2018년 9월에 포럼이 열렸고, 대한민국의 이낙연 국무총리 등이 참석하였다.

## 5차 포럼
2019년 9월에 포럼이 열렸고, 대한민국의 홍남기 기획재정부 장관, 북한의 리룡남 대외경제상, 일본의 아베 신조 총리가 참석하였다.

## 6차 포럼
2021년 9월 2일부터 4일까지 개최되었는데, 이는 코로나19 펜데믹 이후 한 차례 연기되었던 포럼을 다시 시작한 것이다.

## 7차 포럼
2022년 9월에 개최되었다. 블라디미르 푸틴이 참가한 가운데 중국의 리잔수 위원장, 미얀마의 민 아웅 흘라잉 최고사령관 등이 참석하였다.

## 같이 보기
- 세계 경제 포럼